# Porcellio montanus
Porcellio montanus är en kräftdjursart som beskrevs av Gustav Budde-Lund 1885. Porcellio montanus ingår i släktet Porcellio och familjen Porcellionidae. Utöver nominatformen finns också underarten P. m. alpivagus.